# Bundeskanzleramt (Bonn)

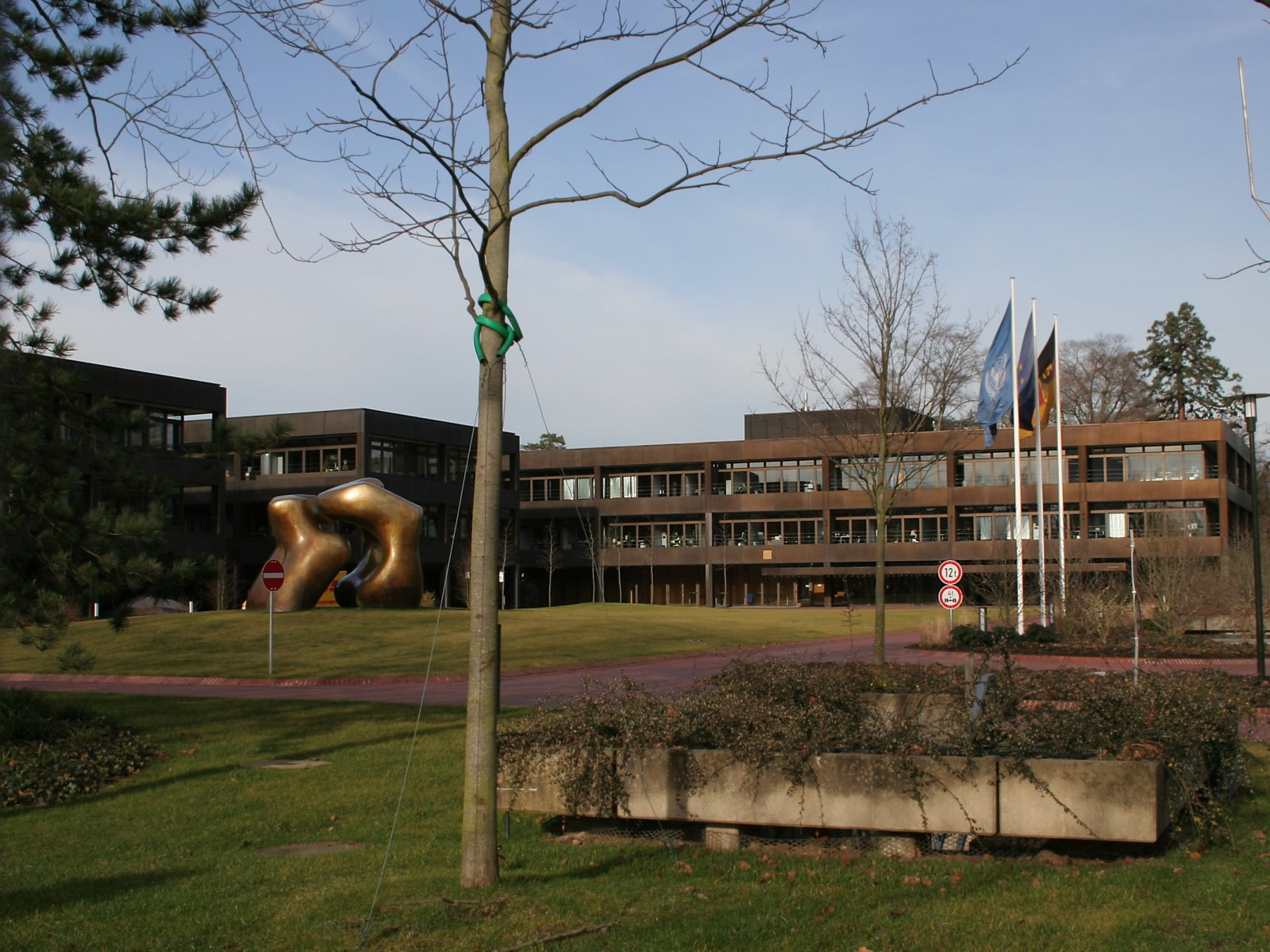
Bundeskanzleramt in Bonn, links Two Large Forms

Het gebouw van het Bundeskanzleramt in Bonn was tussen 1976 en 1999 de ambtszetel van de Duitse bondskanselier en van het Bundeskanzleramt. Vóór 1976 was het in het nabijgelegen Palais Schaumburg (paleis) gevestigd. Palais Schaumburg werd na 1976 nog voor representatieve doeleinden gebruikt.
In 1969 werd de beslissing genomen tot de bouw van een nieuw Bundeskanzleramt en in 1974 werd met de bouw begonnen. Sinds 1979 staat voor het gebouw het standbeeld Two Large Forms van Henry Moore.
In 1999 vertrok het Bundeskanzleramt naar Berlijn en zat eerst in het gebouw van de Staatsrat (van de DDR) en vervolgens in het huidige Bundeskanzleramt.